# Caiyuan-Stätte
Koordinaten: 36° 32′ 0″ N, 105° 33′ 0″ O
Die Caiyuan-Stätte (chinesisch 菜园遗址, Pinyin Càiyuán yízhǐ, englisch Caiyuan Site) ist ein nach dem Dorf Caiyuan (菜园村) benannter archäologischer Fundort aus dem späten Neolithikum in der Großgemeinde Xi’an des Kreises Haiyuan der bezirksfreien Stadt Zhongwei des Autonomen Gebiets Ningxia in der Volksrepublik China. Sie liegt auf einer Höhe von 1.800 m über dem Meeresspiegel.
Es ist die namensgebende Stätte der neolithischen Caiyuan-Kultur (菜园文化,  Càiyuán wénhuà, englisch Caiyuan Culture). Die Kultur dieser Stätte wird auf die Zeit von 4.800-3.900 vor heute datiert.
Aus den Gräbern von hundertzwanzig Stätten wurde eine große Menge an Produktionswerkzeugen, Haushaltsutensilien und Schmuck ausgegraben: Tonwaren, Steingeräte und Knochenartefakte, insgesamt fast 5.000 Stück.
Die Caiyuan-Stätte (Caiyuan yizhi) steht seit 2006 auf der Liste der Denkmäler der Volksrepublik China (6-214).
An der Stätte wurde ein Museum errichtet, das Caiyuan-Kultur-Museum (Caiyuan wenhua bowuguan).